# Pericoma rotundipennis
Pericoma rotundipennis är en tvåvingeart som beskrevs av Tonnoir 1953. Pericoma rotundipennis ingår i släktet Pericoma och familjen fjärilsmyggor. Inga underarter finns listade i Catalogue of Life.